# Franz Werfel
Franz Viktor Werfel (n. 10 septembrie 1890, Praga, Austro-Ungaria – d. 26 august 1945, Beverly Hills, California, SUA) a fost un scriitor austriac. Printre cele mai importante opere ale sale se numără Reuniunea clasei (1928) și 40 de zile de la Musa Dagh (1933), ultima fiind despre rezistența armenilor în timpul genocidului de la 1915.

## Scrieri
Franz Werfel a scris în exilul său din SUA romanul Stern der Ungeborenen (Steaua celor nenăscuți), prima dată publicat în 1946. Este ultima lucrare scrisă de Werfel și a fost publicată la un an după moartea autorului. În această carte Werfel descrie călătoria în timp a protagonistului F.W., în viitor, considerată a fi influențată de Divina Comedie a lui Dante Alighieri. F.W. ajunge în viitorul îndepărtat, peste aproximativ 100.000 de ani. El petrece trei zile în această lume futuristă, o utopie în care nu mai există nici boală, lăcomie, invidie, nici muncă sau naționalitate. Cartea a fost împărțită în aceste trei zile, conținutul ultimei zile fiind mai mult filozofic. În capitolul al nouălea, Werfel descrie situația Germaniei între al Doilea și al Treilea Război Mondial.

## Adaptări cinematografice
Filmul Cântecul Bernadettei, adaptarea cinematografică a romanului omonim scris de Franz Werfel, a fost distins în anul 1944 cu mai multe Premii Oscar.

## Vezi și
- Științifico-fantasticul în Austria